# Richard Manuel
Richard George Manuel (Stratford, 3 aprile 1943 – Winter Park, Florida, 4 marzo 1986) è stato un musicista e compositore canadese.
Fu il pianista dei The Band, il gruppo canadese che accompagnò Bob Dylan a metà degli anni sessanta, con il nome di The Hawks (quando registrarono nel 1967 tutte le canzoni poi uscite sull'album di Dylan The Basement Tapes nel 1975).

## Carriera

### The Hawks
Manuel aveva diciotto anni quando entrò nella band di supporto di Ronnie Hawkins, i "The Hawks". All'epoca la band aveva già in organico il ventunenne Levon Helm alla batteria, il diciassettenne Robbie Robertson alla chitarra e il diciassettenne Rick Danko al basso. Il ventiquattrenne organista Garth Hudson si unì al resto della compagnia quello stesso Natale, seguito da altri due membri temporanei (il sassofonista Jerry Penfound e il cantante Bruce Bruno). Sbalorditi dall'ostilità di Hawkins circa il consumo di marijuana e a causa del cambiamento in atto nei gusti musicali generali, il gruppo lasciò il cantante rockabilly nel 1964. Inizialmente, si fecero chiamare "Levon Helm Sextet" (poiché Helm era il membro di più lunga permanenza nel gruppo) prima di cambiare nome in "Canadian Squires" prima e "Levon and the Hawks" poi. Anche se Helm era di fatto il leader del gruppo, era Manuel che cantava la maggior parte delle canzoni. Fu come Levon and the Hawks, dopo la fuoriuscita di Penfound e Bruno dalla band, che il gruppo incontrò la leggenda del blues Sonny Boy Williamson, con il quale collaborarono fino alla morte di quest'ultimo.
Nel 1965, Helm, Hudson e Robertson suonarono nell'album So Many Roads del bluesman John P. Hammond. Hammond raccomandò gli Hawks a Bob Dylan, che li scritturò come sua backing band durante il periodo della svolta "elettrica" nel 1966, in occasione delle tournée in Europa e Stati Uniti.

### The Band
Nel 1967, mentre Dylan si stava riprendendo dai postumi di un incidente motociclistico occorsogli a Woodstock, il gruppo si trasferì lì vicino affittando una casa in campagna che battezzarono "Big Pink" a causa del suo colore rosa. Essendo di fatto disoccupati come backing band di Dylan dato il suo infortunio, i membri della band iniziarono a sperimentare un nuovo sound che traeva le sue radici da generi quali country, soul, rhythm and blues, gospel e rockabilly dei quali erano appassionati. Durante questo periodo, mentre Levon Helm, il batterista ufficiale, aveva lasciato il gruppo per una pausa di riflessione, Manuel si incaricò di suonare lui stesso la batteria in uno stile, a suo dire, "tecnicamente irriverente", simile alle percussioni nel jazz. Durante la carriera della Band, egli tornò più volte a suonare tale strumento quando Helm suonava il mandolino o la chitarra. Esempi sono le canzoni Rag Mama Rag e Evangeline. Lo stile percussivo di Manuel è predominante sull'album Cahoots.
I primi mesi a Woodstock permisero anche a Manuel e Robertson di sviluppare il proprio stile compositivo come autori di canzoni. Dopo aver inciso numerosi nastri demo, e aver firmato un contratto con il manager di Dylan, Albert Grossman, si assicurarono un contratto discografico con la Capitol Records all'inizio del 1968. Il contratto venne firmato come "The Crackers" (anche "The Honkies" era stato uno dei nomi presi in considerazione). Helm tornò nel gruppo, e così iniziarono le sessioni per il loro album di debutto Music from Big Pink. Il gruppo mise in atto quanto appreso da Dylan nel corso dei cosiddetti "Basement Tapes", incidendo un album di musica in stile "americana", una sorta di musica folk influenzata dal country. Manuel contribuì con quattro canzoni, inclusa Tears of Rage scritta in collaborazione con Dylan stesso. Alla fine l'album venne pubblicato a nome The Band, nuovo nome definitivo del gruppo.
Nel 1970, Manuel recitò nel film Eliza's Horoscope distribuito dalla Warner Bros., e diretto da Gordon Sheppard. Interpretò la parte del "compositore barbuto" recitando insieme a Tommy Lee Jones, all'ex coniglietta di Playboy Elizabeth Moorman, e a Lila Kedrova.
Sebbene la traccia Blues for Breakfast (scritta a Woodstock) di Manuel venne reinterpretata da Cass Elliot sull'album Dream a Little Dream (1968), dandogli una certa notorietà come autore, egli venne accreditato del aver composto tre canzoni (When You Awake, Whispering Pines, e Jawbone) sul secondo omonimo album della Band (1969) e due (Sleeping e Just Another Whistle Stop) in Stage Fright (1970); ma per tutti i brani sopracitati furono registrati come autori "ufficiali" sia Manuel che Robbie Robertson, che aveva ormai preso su di sé la carica di leader del gruppo e di interlocutore ufficiale nei rapporti d'affari con Albert Grossman.
Nel 1972, i crescenti problemi di abuso d'alcol di Manuel iniziarono ad essere un reale impedimento alla prosecuzione della carriera dei The Band, con ripercussioni sia in studio di registrazione che durante le esibizioni.
Nel 1973, la Band seguì nuovamente le orme di Bob Dylan stabilendosi a Malibu, in California. Prima di lasciare l'Hudson Valley, si spostarono ai Bearsville Studios per incidere un album di cover di vecchi brani rock and roll intitolato Moondog Matinee, in omaggio allo show radiofonico di Alan Freed. Anche se inizialmente Manuel era riluttante all'idea di esibirsi, il disco contiene alcune delle sue migliori performance canore, includendo versioni di Share Your Love With Me di Bobby "Blue" Bland, The Great Pretender dei Platters, e della misconosciuta Saved di Jerry Leiber & Mike Stoller.
Successivamente il gruppo partecipò all'album di Dylan Planet Waves, seguendolo come backing band nel corso del tour del 1974. L'album dal vivo tratto dal tour, Before the Flood, rivela Manuel ancora in grado di esibirsi nel suo caratteristico cantato in falsetto in I Shall Be Released.
The Band continuò ad esibirsi in tour per tutto il 1974, accompagnando artisti quali Crosby, Stills, Nash & Young, Joni Mitchell e The Beach Boys. Nel 1975, Robertson espresse la sua insoddisfazione circa lo stress della vita in tournée, preannunciando l'imminente scioglimento del gruppo. Secondo Levon Helm, Manuel all'epoca era ormai arrivato a bere anche otto bottiglie di liquore al giorno, sommando anche un massiccio uso di cocaina. Durante questo periodo, Manuel fece amicizia con Eric Clapton e collaborò al suo album No Reason To Cry (1976), donandogli la canzone Beautiful Thing da lui composta, e cantando il brano Last Night.
Durante l'ultimo tour della band, Manuel fu spesso assente a causa dei postumi di un incidente stradale.
La Band suonò nel suo ultimo concerto alla Winterland Arena di San Francisco nel Giorno del Ringraziamento del 1976. Il concerto fu filmato in 35 mm da Martin Scorsese per il documentario L'ultimo valzer (The Last Waltz).
Il gruppo si riformò nel 1983 con l'aggiunta dei The Cate Brothers e di Jim Weider ma senza Robertson. Disintossicatosi, Manuel sembrò inizialmente in ottima forma ma successivamente quando Albert Grossman, una sorta di figura paterna per Manuel, morì nel gennaio 1986, il lutto lo gettò in una profonda depressione che lo fece ricadere nei vecchi vizi di abuso di alcol e droghe.

## Morte

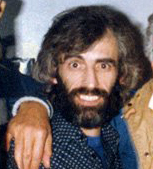
Richard Manuel nel 1983.

Il 4 marzo 1986, dopo un concerto al Cheek to Cheek Lounge fuori Orlando, a Winter Park (Florida), Manuel si suicidò. Era apparso di buon umore durante il concerto secondo i suoi compagni, ma tornato in hotel dopo l'esibizione, bevve una bottiglia di Grand Marnier, finendo poi per impiccarsi. Il corpo venne rinvenuto dalla moglie Arlie la mattina seguente. I risultati dell'autopsia rivelarono che Manuel era ubriaco al momento del decesso, e che aveva ingerito cocaina il giorno della morte.

## Riconoscimenti postumi
Nel 1994, Richard Manuel è stato introdotto nella Rock and Roll Hall of Fame come membro della Band. Nel 2003, l'etichetta giapponese Dreamsville Records pubblicò l'album Whispering Pines: Live at the Getaway, contenente una selezione di brani provenienti da un concerto solista di Manuel registrato a Saugerties, New York, nell'ottobre 1985. Le canzoni di Robbie Robertson e della Band intitolate Fallen Angel (1987) e Too Soon Gone (1993) sono entrambe dedicate alla memoria di Richard Manuel.
L'album di Eric Clapton August, contiene un omaggio a Richard Manuel nella traccia Holy Mother. Il gruppo The Call, che collaborò con gli ex membri della Band Hudson e Robertson, dedicò il video del loro singolo Everywhere I Go a Manuel. I Counting Crows incisero la canzone If I Could Give All My Love (Richard Manuel Is Dead), pubblicata nel loro album del 2002 Hard Candy. La canzone Danko/Manuel dei The Drive-By Truckers è inclusa nel disco The Dirty South del 2004.
Gli Head of Femur inclusero la traccia Song for Richard Manuel nel loro album del 2005 Hysterical Stars. Nel 2008 gli Steppin' In It pubblicarono l'album Simple Tunes for Troubled Times, che contiene il brano The Ghost of Richard Manuel, mentre l'album 1971 di Isaac Gillespie vede la presenza di Richard Manuel the Pacifier. I Books & Branches inserirono nel loro disco Caribou Whispers un brano intitolato Richard Manuel. Nel 2012 i Black Prairie pubblicarono A Tear in the Eye Is A Wound in the Heart, album che contiene la canzone Richard Manuel.

## Discografia

### Solista
- Whispering Pines: Live at the Getaway 1985 (2003)
- Live at O'Toole's Tavern, Scranton, PA, December 1985 (2009)
- Live at the Lone Star 1984 (2011)